# Pierluigi Collina
Pierluigi Collina là một trọng tài bóng đá người Ý, sinh ngày 13 tháng 2 năm 1960. Ông được biết đến như một vị trọng tài bóng đá nổi tiếng với tính nghiêm khắc và độ chính xác cao trong điều khiển trận đấu. Trong sự nghiệp cầm còi của mình Collina đã bắt chính trong hầu hết các trận đấu có tính chất quan trọng bậc nhất như Chung kết UEFA Champions League hay Chung kết FIFA World Cup. Năm ông 46 tuổi, nhiều người đã yêu cầu FIFA đổi luật trọng tài, cho ông cầm còi thêm một năm nữa nhưng không thành. Ông đã có 6 lần liên tiếp giành được danh hiệu trọng tài xuất sắc nhất thế giới (1998 – 2003) và được xem như là vị trọng tài bóng đá xuất sắc nhất mọi thời đại.

## Sự nghiệp cầm còi
Collina được sinh ra ở Bologna, ông theo học tại trường Đại học Bologna - nơi ông nhận bằng cử nhân kinh tế vào năm 1984. Trong những năm thiếu niên của mình, ông chơi như một trung vệ cho một đội bóng địa phương, nhưng vào năm 1977 đã được thuyết phục để theo học một khóa học trọng tài, nơi năng khiếu trong công việc trọng tài của ông bắt đầu phát triển.
Trong vòng ba năm, ông đã trở thành trọng tài chính trong các trận đấu khu vực, cũng trong thời gian đó ông hoàn thành nghĩa vụ quân sự bắt buộc của mình. Trong năm 1988, sự nghiệp của ông thăng tiến không ngừng khi bắt đầu cầm còi tại những trận đậu tại giải hạng 3 Italia, Serie C1 và Serie C2. Sau ba mùa giải, ông trở thành trọng tài chính tại giải Serie B và Serie A.
Khoảng thời gian này, Collina chịu những ảnh hưởng nặng của chứng bệnh rụng tóc, kết quả là tóc trên đầu bị mất vĩnh viễn. Nhờ vậy ông có một chiếc đầu hói đặc trưng và biệt danh Kojak (sê-ri phim nổi tiếng của Mĩ với nhân vật chính có một chiếc đầu hói).
Trong năm 1995, sau khi ông đã bắt chính ở 43 trận đấu tại Serie A, ông đã có tên trong danh sách Trọng tài FIFA. Ông được giao cầm còi trong năm trận đấu ở Thế vận hội Olympic năm 1996, bao gồm cả trận chung kết giữa Nigeria và Argentina. Ông cũng bắt chính tại trân chung kết UEFA Champions League năm 1999 giữa Bayern Munich và Manchester United, nơi mà ông đã nhắc tới như là trận đấu đáng nhớ nhất của mình vì sự cổ vũ ở những phút cuối, mà ông mô tả như tiếng gầm 'sư tử'. Trong trận đầu này, Collina đã cho ba phút đá bù giờ, lúc đó Bayern Munich đang dẫn 1-0 khi đồng hồ đang ở phút 90 với bàn thằng từ khá sớm của Mario Basler. Trong khi Hùm xám đang cố gắng để có thể bảo toàn tỉ số, thì 2 bàn thắng vào đúng những phút bù giờ đã đem lại chức vô địch cho Manchester United.
Năm 2002, Collina đạt đến đỉnh cao của sự nghiệp của mình khi ông đã được lựa chọn bắt chính trận chung kết World Cup giữa Brasil và Đức. Trước khi trận đấu bắt đầu, Oliver Kahn đã nói với Thời báo Ailen: "Collina là một trọng tài đẳng cấp thế giới, không có nghi ngờ về điều đó, nhưng ông không mang lại may mắn, phải không?". Ở đây Oliver Kahn đã đề cập đến hai trận đấu trước đó khi Collina đã bắt chính mà Oliver Kahn có tham gia: trận chung kết UEFA Champions League 1999 nói trên, khi Bayern Munich nhận thất bại 2-1 và thất bại 5-1 của đội tuyển Đức trước đội tuyển Anh vào năm 2001. Sự may mắn của Oliver Kahn không thay đổi trong trận chung kết và đội tuyển Đức đã thất thủ 2-0.
Năm 2003, ông xuất bản cuốn tự truyện của mình, "Quy tắc của trò chơi của tôi" (Le Mie Regole del Gioco).
Ông bắt chính trong trận đấu tại UEFA Cup năm 2004 giữa Valencia và Marseille. Euro 2004 là giải đấu quốc tế lớn cuối cùng của ông, khi ông đến tuổi nghỉ hưu bắt buộc - 45 tuổi - cho trọng tài FIFA vào đầu năm 2005. Trận đấu quốc tế cuối cùng của ông là Bồ Đào Nha - Slovakia, vòng loại FIFA World Cup 2006 tại Estádio da Luz ở Lisbon. IFF đã tăng tuổi nghỉ hưu bắt buộc của trọng tài lên 46, để trọng tài Collina tiếp tục bắt chính thêm một năm nữa. Tuy nhiên, một cuộc tranh cãi nổi lên giữa hội đồng và Collina trong tháng 8 năm 2005, sau quyết định của Collina ký một hợp đồng tài trợ lớn với Opel (cũng quảng cáo cho Vauxhall Motors ở Vương quốc Anh - cả hai đều thuộc sở hữu của General Motors). Vì Opel cũng là một nhà tài trợ của câu lạc bộ AC Milan tại Seria A, nên thỏa thuận này được xem như là một cuộc xung đột lợi ích của các trọng tài, và Collina đã bị gạt khỏi một số trận đấu quan trọng tại Ý. Đáp lại, Collina nộp đơn từ chức của ông, và kết thúc sự nghiệp của mình. Hiệp hội trọng tài Ý đã từ chối đơn từ chức của ông, nhưng ông vẫn giữ vững quyết định nghỉ hưu của mình. Tuy vậy, ông vẫn tiếp tục làm trọng tài trong những trận đấu từ thiện diễn ra trong tháng 5 năm 2006 và tháng 9 năm 2008. Trong những trận đấu sau này ông đã bị ngã một cách kỳ lạ và ngừng bắt chính sau 21 phút thi đấu. Ông cũng bắt chính một nửa trận đầu tiên trong trận đầu từ thiện và mùng 6 tháng 6 năm 2010.
Trận đấu chính thức cuối cùng của ông tại UEFA Champions League giữa Everton và Villarreal vào tháng 8 năm 2005, được bao phủ trong tranh cãi khi ông từ chối một bàn thắng của Everton mà với bàn thắng đó trận đấu sẽ phải bước vào hiệp phụ. Với việc Liverpool vô địch UEFA Champions League mùa giải trước, không một quy tắc nào của UEFA hay của FA cho phép họ được tham dự giải đấu do họ không thể đạt được vị trí cần thiết tại giải đấu trong nước. Đối mặt với việc nhà vô địch không được phép tham dự vào giải đấu, UEFA đã sửa đổi luật và cho phép Liverpool được thi đấu tại UEFA Champions League. Giờ đây việc có khả năng rất lớn, và cũng sẽ là rất bất thường nếu Anh có tới 5 đội bóng tham gia vào vòng bảng của UEFA Champions League đã làm các quan chức UEFA trở nên khó xử. Trong vòng loại, Everton hòa Villarreal, đối thủ rất khó khăn với họ. Sau hai lượt trận dường như Collina ưu ái Villarreal, có những tình huống thổi phạt vô lý cho Everton, liên tục gây bất lợi cho đội bóng nước Anh. Khi Everton đã cố gắng và ghi được bàn thắng tại lượt về ở Tây Ban Nha, Collina đã quyết định rằng cầu thủ Duncan Ferguson của Evertion phạm lỗi và không công nhận bàn thắng. Đó được coi là một sai lầm của ông khi dường như không có pha phạm lỗi nào xảy ra. Sau đó, UEFA đã tuyên bố chỉ có thể có tối đa 4 đội bóng tới từ Vương quốc Anh tại vòng bảng UEFA Champions League, cho dù đầu mùa giải 2005/06, Collina đã tuyên bố nghỉ hưu sau trận đấu.
Có lẽ một trong những điểm nổi bật trong sự nghiệp của Collina là sự thù hận của Luciano Moggi, kẻ chủ mưu trong vụ bê bối dàn xếp tỉ số tại Italia năm 2006. Collina là một trong những trọng tài mà Moggi đã tuyên bố phải nhận những án phạt đối với các quyết định mà Collina đưa ra chống lại Juventus. Trong một cuộc điện thoại bí mật, Moggi tuyên bố rằng Collina và đồng nghiệp của ông Roberto Rosetti đã quá "khách quan" và đáng phải nhận "trừng phạt" vì điều ấy. [5] Kết quả là, ông và Rosetti là hai trong số các trọng tài không bị tổn hại từ vụ bê bối.
Hình của ông từng được chọn làm bìa trò chơi bóng đá điện tử phổ biến Pro Evolution Soccer 3 (và sau đó Pro Evolution Soccer 4, cùng với Francesco Totti và Thierry Henry). Điều này là không bình thường, vì những trò chơi này thường chỉ dùng hình ảnh của các cầu thủ và huấn luyện viên trên các trang bìa. Ngoài ra, ông xuất hiện như một trọng tài "có thể mở khóa" trong trò chơi đối thủ với Pro Evolution Soccer - FIFA năm 2005, khác với sự xuất hiện chỉ tại bìa đĩa Pro Evolution Soccer 3 mà không xuất hiện trong trò chơi. Gương mặt dễ nhận thấy của ông đối với những người hâm mộ bóng đá cũng dẫn đến sự xuất hiện của ông trong quảng cáo Vauxhall Vectra, được phát sóng trong những quảng cáo tại Anh về World Cup 2006. Ông cũng xuất hiện trong quảng cáo cho Mastercard và Adidas trong World Cup 2006.
Mặc dù Collina gắn bó chặt chẽ với bóng đá, câu lạc bộ thể thao yêu thích của ông lại là một câu lạc bộ bóng rổ. Ông là một cổ động viên lâu năm của Fortitudo Bologna, một trong những câu lạc bộ bóng rổ hàng đầu của châu Âu. Ngày 25 Tháng 1 năm 2010 Collina tham gia trong một trận đấu đặc biệt để hỗ trợ nạn nhân của trận động đất ở Haiti, tham gia vào đội bóng của Zidane và Ronaldo thi đấu với đội Benfica tại Lisbon.
Trong năm 2010, Collina bắt chính nửa đầu của một trận đấu từ thiện giữa người nổi tiếng cùng các cầu thủ chuyên nghiệp đại diện cho nước Anh với "Phần còn lại của thế giới". Các cầu thủ bao gồm David Seaman, Alan Shearer, Teddy Sheringham, Jamie Redknapp, Martin Keown và Nicky Butt, quản lý và dẫn dắt bởi HLV Harry Redknapp và Bryan Robson. Các cầu thủ của "Phần còn lại của thế giới" bao gồm Jens Lehmann, Henrik Larsson,Zinedine Zidane, Ryan Giggs, Luís Figo và Sami Hyypiä, quản lý và huấn luyện bởi Kenny Dalglish, Ian Rush và Eric Harrison. Trọng tài nổi tiếng Mark Clattenburg cũng tham gia trận đấu. Ngày mùng 5 tháng 7, Pierluigi Collina trở thành người đứng đầu của Liên đoàn trọng tài bóng đá Ukraina.